# Červonohrod
Červonohrod (Червоногрод; in polacco Czerwonogród; in russo Червоноград?, Červonograd) era una città sita nel territorio dell'attuale Ucraina, spopolata dagli anni settanta del Novecento.